# Corentin Calvez
Corentin Calvez (ur. 26 czerwca 1920 w Telgruc-sur-Mer, zm. 12 stycznia 1985 w Nantes) – francuski polityk i działacz związkowy, poseł do Parlamentu Europejskiego I kadencji.

## Życiorys
Kształcił się w Conservatoire national des arts et métiers, pracował na stanowiskach menedżerskich w branży paliwowej. Wieloletni działacz branżowego związku zawodowego białych kołnierzyków Confédération générale des cadres, był członkiem jego centralnych władz, a od 1969 sekretarzem generalnym. Od lat 60. należał do Rady Ekonomicznej i Społecznej, państwowego organu doradczego.
Zaangażował się w działalność polityczną w ramach Unii na rzecz Demokracji Francuskiej. W 1979 wybrano go posłem do Parlamentu Europejskiego, gdzie przystąpił do frakcji liberalno-demokratycznej. Należał do Komisji ds. Socjalnych i Zatrudnienia oraz Delegacji ds. stosunków z Chinską Republiką Ludową.